# Поджо-Мариначчо
Поджо-Мариначчо (фр. Poggio-Marinaccio, корс. U Poghju è Marinacciu) — коммуна во Франции, находится в регионе Корсика. Департамент коммуны — Верхняя Корсика. Входит в состав кантона Казинка-Фумальто. Округ коммуны — Бастия.
Код INSEE коммуны — 2B241.

## Население
Население коммуны на 2008 год составляло 26 человек.
| 1962 | 1968 | 1975 | 1982 | 1990 | 1999 | 2008 |
| ---- | ---- | ---- | ---- | ---- | ---- | ---- |
| 33   | 44   | 38   | 31   | 22   | 16   | 26   |

## Экономика
В 2007 году среди 17 человек в трудоспособном возрасте (15—64 лет) 8 были экономически активными, 9 — неактивными (показатель активности — 47,1 %, в 1999 году было 30,8 %). Из 8 активных работали 6 человек (4 мужчины и 2 женщины), безработными были 2 женщины. Среди 9 неактивных 3 человека были пенсионерами, 6 были неактивными по другим причинам.